# گامبریلس (مریلند)

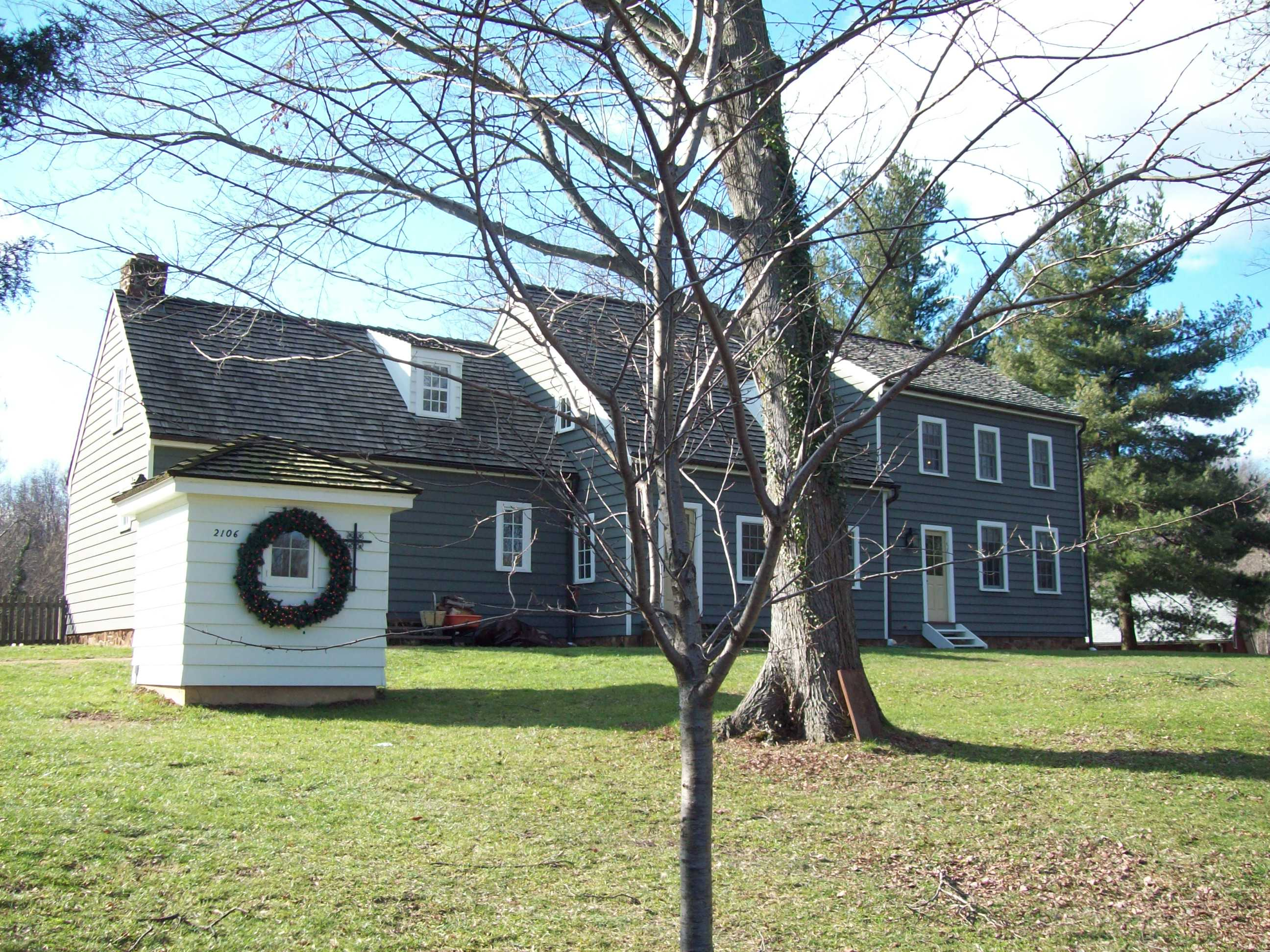
گامبریلس

گامبریلس (به انگلیسی: Gambrills) شهری در ایالت مریلند کشور ایالات متحده آمریکا است که جمعیت آن در سرشماری سال ۲۰۱۰ میلادی، ۲٬۸۰۰ نفر بوده‌است.